# Крайдуба, Анастасия Андреевна
Анастасия Андреевна Крайдуба (в девичестве — Чернуха; укр. Анастасія Андріївна Крайдуба; род. 15 апреля 1995, Евпатория, АР Крым) — украинская волейболистка, выступающая за итальянский клуб «Тальмассонс» и сборную Украины. Мастер спорта Украины международного класса.

## Клубная карьера
Первоначально занималась баскетболом, но впоследствии переключилась на волейбол. Воспитанница ДЮСШ города Евпатории. Первый тренер — Елена Пупыкина.
Волейбольную карьеру начала в составе евпаторийской «Керкинитиды» в 2010 году. С 2013 по 2018 год являлась игроком клуба «Химик» из города Южное Одесской области. Неоднократно становилась победительницей чемпионата, кубка и суперкубка Украины. В 2015 году вместе с командой дошла до полуфинала Кубка вызова, а в сезоне 2016/17 участвовала в квалификационном раунде Лиги чемпионов. Признавалась лучшим игроком чемпионата Украины сезона 2016/17.
В сезоне 2018/19 выступала за красноярский «Енисей». Впоследствии играла за польский «Будовляни» (2019—2020), украинский «Прометей» (2020—2021), польский «Ополе» (2022—2023) и итальянский «Фиренце» (2023—2024).
По итогам 2023 года была включена в число трёх лучших украинских волейболисток.
С июня 2024 года защищает цвета клуба «Тальмассонс».

## Карьера в сборной
В составе сборной Украины до 18 лет участвовала в отборочных матчах чемпионата Европы 2012 года среди юниоров.
С 2015 года выступает за национальную сборную Украины. Вместе с командой становилась серебряной призёршей Универсиады 2015 года в Южной Корее и бронзовой в 2017 году в Тайбэе.
Выступала на двух чемпионатах Европы (2017, 2019). Участница четырёх розыгрышей Евролиги (2017, 2018, 2023, 2024), где дважды становилась чемпионкой в 2017 и 2023 годах. По итогам турнира 2023 года была признана лучшим игроком Евролиги, став второй украинкой в истории, получившей подобную награду.

## Достижения
Клубные достижения:
- Чемпионка Украины: 2013/14, 2014/15, 2015/16, 2016/17, 2017/18, 2020/21
- Победительница Кубка Украины: 2013/14, 2014/15, 2015/16, 2016/2017, 2017/18, 2020/21
- Победительница Суперкубка Украины: 2016, 2017, 2020
- Финалистка Кубка России: 2018

Сборная Украины:
- Чемпионка Евролиги: 2017, 2023
- Серебряный призёр Универсиады: 2015
- Бронзовый призёр Универсиады: 2017